# Monte San Giorgio

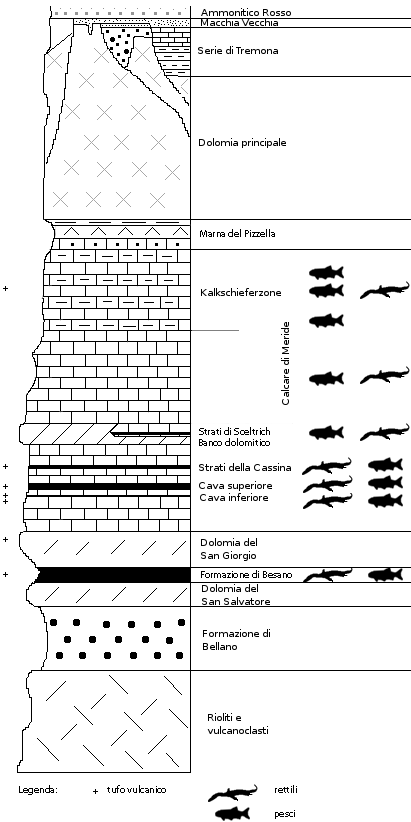
Perfil litoestratigráfico del Monte San Giorgio.

El Monte San Giorgio es una montaña boscosa de forma piramidal en el Cantón del Tesino de Suiza. Se eleva hasta una altura de 1097 m. Está rodeado por dos brazos del Lago Ceresio (lago de Lugano, a 271 metros de altitud), cerca de la frontera con Italia. El Monte San Giorgio fue declarado Patrimonio de la Humanidad por la Unesco como sitio natural transnacional entre Suiza (2003) e Italia (2010).

## Historia
Según la tradición local, un ermitaño, San Manfredo, vivió en la cumbre del Monte San Giorgio. Esta persona, nacida de familia noble, vivió en el siglo XIII. A este santo, cuyo cuerpo se conserva en una iglesia cerca, se le atribuyeron algunos milagros. Las pinturas de esta iglesia evocar tales milagros.

## Sitio
Alrededor del Monte San Giorgio se clasificaron dos sitios, uno por las autoridades suizas, por sus paisajes y otro de menor extensión, por la Unesco, debido a la presencia de fósiles del Triásico.
Por las autoridades del Tesino, el Plan de Desarrollo Cantonal (PDC) identificó este territorio como un área de paisaje protegido (ZPP). El lugar también se encuentra clasificado por la Unesco como sitio natural en el Patrimonio de la Humanidad. Esta clasificación, que fue hecha en el 2003, se basa en los fósiles que datan del Triásico (230 a 245 millones de años) y que se encuentran en la cara norte.

## Geología
La litología del Monte San Giorgio está formada por distintas capas de rocas que se dividen en dos grupos distintos, el zócalo cristalino y la cobertera sedimentaria. Desplazándonos hacia la cumbre de la montaña encontramos formaciones rocosas más tardías.
El zócalo cristalino se compone de una roca metamórfica, que se remonta al período precarbonífero. Se compone de gneis de origen sedimentario (paragneis) y magmático (ortogneis). Esta unidad no es visible ya que sólo aflora en niveles bastante bajos.
El período Triásico está marcado por la aparición de numerosas fracturas en el supercontinente Pangea. Entre el continente africano al sur y el continente eurasiático al norte se formó la cuenca del mar de Tetis, que alcanzó su máxima extensión durante el Jurásico. Esto explica el cambio en las secuencias del Monte San Giorgio de las rocas volcánicas del magma (del zócalo). 

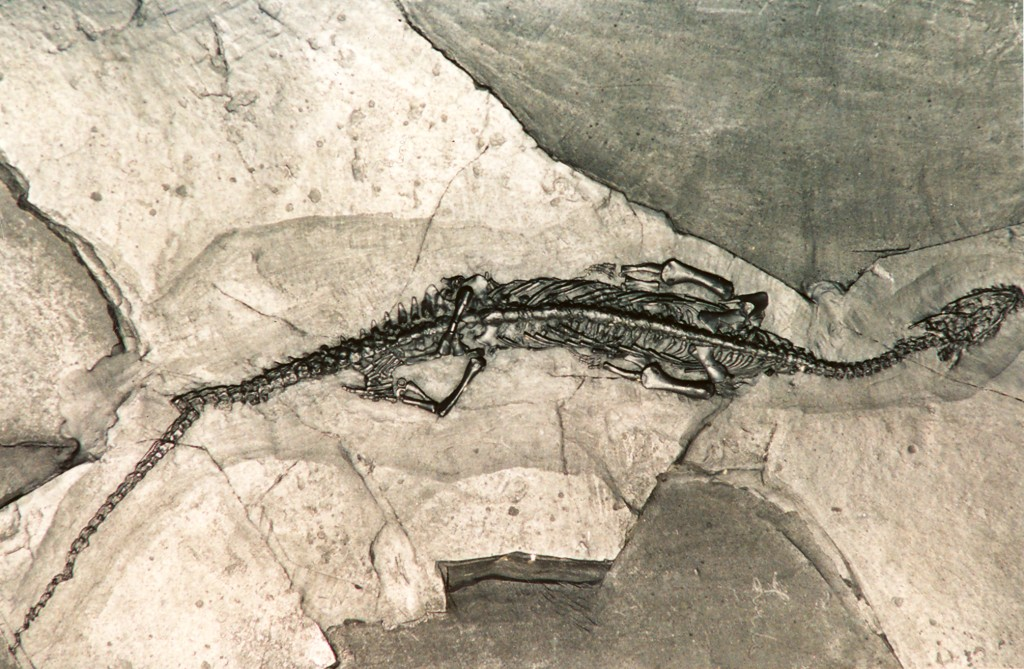
Pachypleurosaurus, un fósil que fue encontrado en el Monte San Giorgio.

Las rocas con fósiles afloran en Suiza, en el Monte San Giorgio, y también en la zona italiana inmediatamente adyacente a la región de Besano.
En el Triásico Medio, con un clima subtropical, se desarrolló una laguna de un centenar de metros de profundidad protegida y separada del mar por un arrecife.
La montaña ha conservado en sus estratos litificados miles de fósiles que fueron descubiertos en el siglo XIX. La investigación de las universidades de Zúrich y Milán han demostrado que este era un sitio de una riqueza bastante excepcional.
Hasta ahora se ha encontrado más de 10 000 ejemplares, entre ellos 30 especies de reptiles (en su mayoría marinos, algunos alcanzando una longitud de seis metros), 80 especies de peces y 100 especies de invertebrados (incluyendo insectos muy raros), y muchos fósiles de microorganismos. Son fósiles que reflejan la vida marina y terrestre del lugar porque la laguna estaba cercana a la tierra.
Algunos son únicos y se les asignaron nombres que recuerdan lugares como Serpiano, Meride o Ceresio: Daonella serpianensis, Serpianosaurus mirigiolensis, Tanystropheus meridensis, Ceresiosaurus, etc.
Se pueden admirar algunas de las más interesantes muestras en el museo en Meride.

## Acceso
1. El acceso a la montaña Mendrisio en el camino de Serpiano (municipio de Meride).
2. Otro acceso por Riva San Vitale, a lo largo del lago hasta Ceresio Brusino Arsizio, un funicular que sube a Serpiano (650 m).
3. Un sendero que parte de Ceresio, de 2 horas de duración, para llegar a la cumbre a pie.

## Apéndices